# Рока-Салис
Рока-Салис (порт. Roca Sales) — муниципалитет в Бразилии, входит в штат Риу-Гранди-ду-Сул. Составная часть мезорегиона Восточно-центральная часть штата Риу-Гранди-ду-Сул. Входит в экономико-статистический микрорегион Лажеаду-Эстрела. Население составляет 9365 человек на 2006 год. Занимает площадь 208,486 км². Плотность населения — 44,9 чел./км².

## История
Город основан 18 декабря 1954 года.

## Статистика

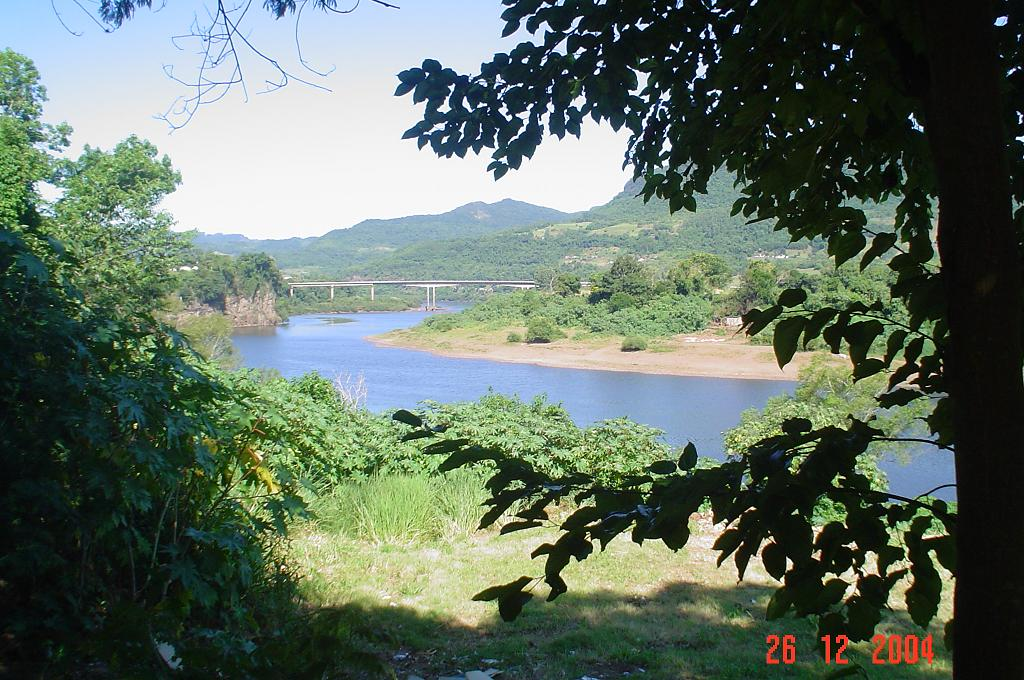
Мост

- Валовой внутренний продукт на 2003 составляет 186 357 291,00 реалов (данные: Бразильский институт географии и статистики).
- Валовой внутренний продукт на душу населения на 2003 составляет 19 984,70 реалов (данные: Бразильский институт географии и статистики).
- Индекс развития человеческого потенциала на 2000 составляет 0,812 (данные: Программа развития ООН).